# Giovanni Ricordi

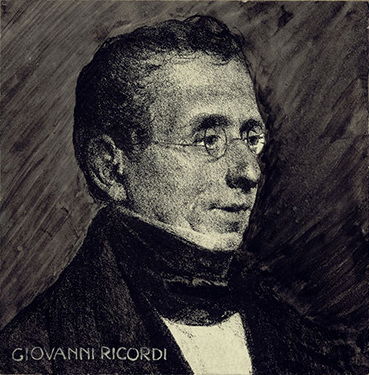
Giovanni Ricordi

Giovanni Ricordi (* 15. Juli 1785 in Mailand; † 15. März 1853 ebenda) war ein italienischer Musikverleger und der Gründer des Musikverlages Casa Ricordi.

## Leben
Der gelernte Geiger und Kopist begann bereits früh eine Sammlung von Partituren und Libretti, die den Grundstock des späteren Archivio Storico Ricordi bildete und sicherte sich durch Verträge mit verschiedenen Mailänder Theatern Verkaufsrechte an den von ihm gefertigten Partiturkopien. 1807 reiste er nach Leipzig, um bei Breitkopf & Härtel die Technik des Notendrucks zu erlernen und
kehrte von dort mit einer Druckpresse zurück.
Am 16. Januar 1808 gründete er in Mailand mit dem Graveur und Musikalienhändler Felice Festa die Casa Ricordi. Festa schied bereits im Juni des gleichen Jahres aus dem Unternehmen aus. Zu den ersten Werken, die bei Ricordi erschienen, zählten Instrumentalwerke von Abate Moro und Antonio Navas sowie das Giornale di Musica Vocale Italiana. Schon bald wandte sich Ricordi der Publikation von Lehrmaterial zu. Er veröffentlichte 1812 die Klavierschule Francesco Pillinis und wurde offizieller Verleger des Mailänder Konservatoriums. 1814 erschien der erste Katalog des Verlages, der neben 35 Titeln aus den vergangenen Jahren 142 aktuelle Werke enthielt.
Ebenfalls 1814 wurde Ricordi Kopist und Drucker des Teatro alla Scala, was eine Verschiebung des Verlagsprogramms zur Oper mit sich brachte. Für den Druck der Materialien für Opernaufführungen bildete er Graveure aus, darunter auch seinen späteren Konkurrenten Francesco Lucca. Die Scala verkaufte ihm 1825 ihren gesamten Musikalienbestand unter der Bedingung, dass er für sie die Verleihkosten reduzierte. Sein Gran Catalogo aus diesem Jahr umfasste bereits 2500 Titel.
Ricordi eröffnete Niederlassungen in Florenz und London sowie die Litografia Ricordi, in die sein Sohn Tito eintrat. Auf Anregung Titos gründete er 1842 die Gazzetta Musicale di Milano, die mit Unterbrechungen bis 1902 erschien. Sie erschien zunächst wöchentlich, herausgegeben von dem Theaterjournalisten Giacinto Battaglia und trug nach der Revolution 1848 kurzzeitig den Titel Gazzetta Musicale di Milano ed Eco delle notizie politiche.
1844 erschien erstmals ein Katalog der Casa Ricordi, der nicht mehr einfach die Publikationen des Verlages aufführte, sondern eine eigenständige Publikation darstellte. Zu den Komponisten des Hauses zählten zu dieser Zeit neben Giuseppe Verdi auch Gioachino Rossini, Vincenzo Bellini, Saverio Mercadante und Gaetano Donizetti. Nach dem Tode Giovannis 1853 übernahm sein Sohn  Tito die Leitung der Casa Ricordi.